# 松本幸四郎 (4代目)
四代目 松本 幸四郎（よだいめ まつもと こうしろう、元文2年（1737年） - 享和2年6月27日（1802年7月26日））は、江戸の歌舞伎役者。俳名は錦江、屋号は高麗屋。

## 人物
京都の生まれ。はじめ江戸の初代瀬川菊之丞門人で瀬川金吾。1744年（延享元年）春中村座で初舞台。若衆役として活躍するが、1754年（宝暦4年）11月江戸市村座『けいせい浅間鐘』で瀬川錦次の名で立役。
その後一時舞台を離れるが、1756年（宝暦6年）四代目市川團十郎の門に入り復帰。市川武十郎となる。師が主催した若手俳優養成塾の「修業講」で懸命に学んだことが評価され、1762年（宝暦12年）初代市川染五郎を名乗る。翌年二代目市川高麗蔵を襲名。その間着実に力をつけ、1772年（安永元年）11月中村座の『大鐙海老胴篠塚』で四代目松本幸四郎を襲名する。
時代物、世話物に通じ、多くの役をこなした。特に天川屋義兵衛、幡随院長兵衛などの男伊達や絹川谷蔵などの力士役を得意とした。門閥外から幹部に出世するだけあってかなりの研究熱心でもあった。それだけに性格も強く、五代目市川團十郎ら出演者としばしば衝突した。
とくに初代尾上菊五郎との確執は有名で、菊五郎が憤慨のあまり舞台で幸四郎に小道具を投げつけ観客に怒りの口上を述べ、怒った幸四郎が菊五郎につかみかかるほどの大騒ぎとなった。この事件を根に持って菊五郎は京に帰ってしまい、後年幸四郎が上方に客演した際は、上方劇壇から嫌味をいわれたという。
晩年は性格も温厚になり、1801年（享和元年）息子の三代目市川高麗蔵に五代目幸四郎の名跡を譲り、自らは男女川京十郎（おめがわきょうじゅうろう）を襲名、ほどなく死去した。墓所は東京押上の大雲寺。
四代目幸四郎によって確立された写実的な芸風は続く五代目幸四郎によって完成されたといわれている。

## 演じた人物
7代目染五郎
三井不動産ストーリー「福徳の森で」編(三井不動産のテレビCM) 2017年から放送
江戸時代の日本橋にタイムスリップし、本人演じる初代染五郎と出会うという内容。